# Igor Myszkiewicz
Igor Myszkiewicz (ur. 1974 w Zielonej Górze) – polski artysta plastyk, zajmuje się malarstwem, rysunkiem, ilustracją książkową, infografią i komiksem. Uczestniczył w wielu wystawach zbiorowych i indywidualnych. Komiksy: „Grabarz”, „Sny zwierząt”, „Czarownica”, „Raj”, „Okręty”, „Zimowy templariusz”, „Miasto win”, „Psi syn”, „Robactwo”, „Graal”, „Padlina”, „Zdeptak”, „Kryzys wieku średniego”.
Absolwent Państwowego Liceum Sztuk Plastycznych w Zielonej Górze oraz Instytutu Sztuki i Kultury Plastycznej przy WSP w Zielonej Górze. Aktualnie pracuje jako plastyk oraz kustosz w Muzeum Ziemi Lubuskiej w Zielonej Górze.
Jest współzałożycielem działającej od 1997 roku Galerii Twórców Galera, promującej młodych artystów. Redaktor zinów TARTAK, AVE GALERA!, ANARION, PRZESTRÓJ; współtwórca grupy artystycznej KORPORACJA TRYLOBIT (jako Trylobit Wschodu). Jest członkiem grupy twórczej WąTPLIWI KREWNI ORSONA WELLESA. Od 2006 roku wiceprezes Zielonogórskiego Okręgu ZPAP.

## Nagrody i wyróżnienia
- Stypendium twórcze prezydenta miasta Zielona Góra – 2000
- Ogólnopolski konkurs na krótką formę komiksową Esencji i Tenbitu – II nagroda – 2001
- Międzynarodowy konkurs na rysunek satyryczny w Kożuchowie – wyróżnienie – 2006
- Festiwal Myśli Drukowanej, Com.X, Szczecin – I nagroda – 2006
- Konkurs Lubuskiego Teatru na plakat do sztuki „Pokropek” - I nagroda – 2007
- Międzynarodowy konkurs na rysunek satyryczny w Kożuchowie – wyróżnienie – 2007
- Biennale Miniatury Cyfrowej, Płock – wyróżnienie – 2007
- Konkurs literacki na opowiadanie fantastyczne, Zielona Góra – I miejsce – 2008
- Nagroda kulturalna Miasta Zielona Góra – 2008